# Doctor Phillips
Doctor Phillips ist  ein nach Dr. Phillip Phillips (27. Januar 1874–18. April 1959), einem Orangensaftindustriellen und Philanthropen benannter census-designated place (CDP) im Orange County im US-Bundesstaat Florida. Das U.S. Census Bureau hat bei der Volkszählung 2020 eine Einwohnerzahl von 12.328 ermittelt.

## Geographie
Doctor Phillips grenzt im Nordosten direkt an Orlando und liegt in unmittelbarer Nähe der Interstate 4.

## Geschichte
1888 wurde die Florida Midland Railway eröffnet, die vom Lake Jesup über Clarcona und Doctor Phillips nach Kissimmee führte. 1896 wurde das Unternehmen in das Plant System eingegliedert. Weitere Eigentümer waren nachfolgend die ACL (1902–1967), die SCL (1967–1986) und CSX (seit 1986).

## Demographische Daten
Laut der Volkszählung 2010 verteilten sich die damaligen 10.981 Einwohner auf 4930 Haushalte. Die Bevölkerungsdichte lag bei 1247,8 Einw./km². 75,1 % der Bevölkerung bezeichneten sich als Weiße, 4,1 % als Afroamerikaner, 0,2 % als Indianer und 13,9 % als Asian Americans. 3,0 % gaben die Angehörigkeit zu einer anderen Ethnie und 3,7 % zu mehreren Ethnien an. 12,9 % der Bevölkerung bestand aus Hispanics oder Latinos.
Im Jahr 2010 lebten in 32,6 % aller Haushalte Kinder unter 18 Jahren sowie 24,8 % aller Haushalte Personen mit mindestens 65 Jahren. 72,9 % der Haushalte waren Familienhaushalte (bestehend aus verheirateten Paaren mit oder ohne Nachkommen bzw. einem Elternteil mit Nachkomme). Die durchschnittliche Größe eines Haushalts lag bei 2,58 Personen und die durchschnittliche Familiengröße bei 3,01 Personen.
23,4 % der Bevölkerung waren jünger als 20 Jahre, 22,3 % waren 20 bis 39 Jahre alt, 33,8 % waren 40 bis 59 Jahre alt und 20,4 % waren mindestens 60 Jahre alt. Das mittlere Alter betrug 43 Jahre. 48,9 % der Bevölkerung waren männlich und 51,1 % weiblich.
Das durchschnittliche Jahreseinkommen lag bei 85.762 $, dabei lebten 7,4 % der Bevölkerung unter der Armutsgrenze.
Im Jahr 2000 war Englisch die Muttersprache von 81,23 % der Bevölkerung, spanisch sprachen 8,38 % und 10,49 % hatten eine andere Muttersprache.